# Marie Dentière
Marie Dentière, of Marie d’Ennetières (Doornik, 1495 – Genève, 1561) was een kloosterzuster, protestantse gereformeerde theologe en feministe. Haar gedachtegoed bleef lang in de vergeethoek. Haar overtuigde verdediging van de Reformatie en haar feminisme maken dat ze bekend staat als een van de eerste vrouwelijke en feministische theologen.

## Levensloop

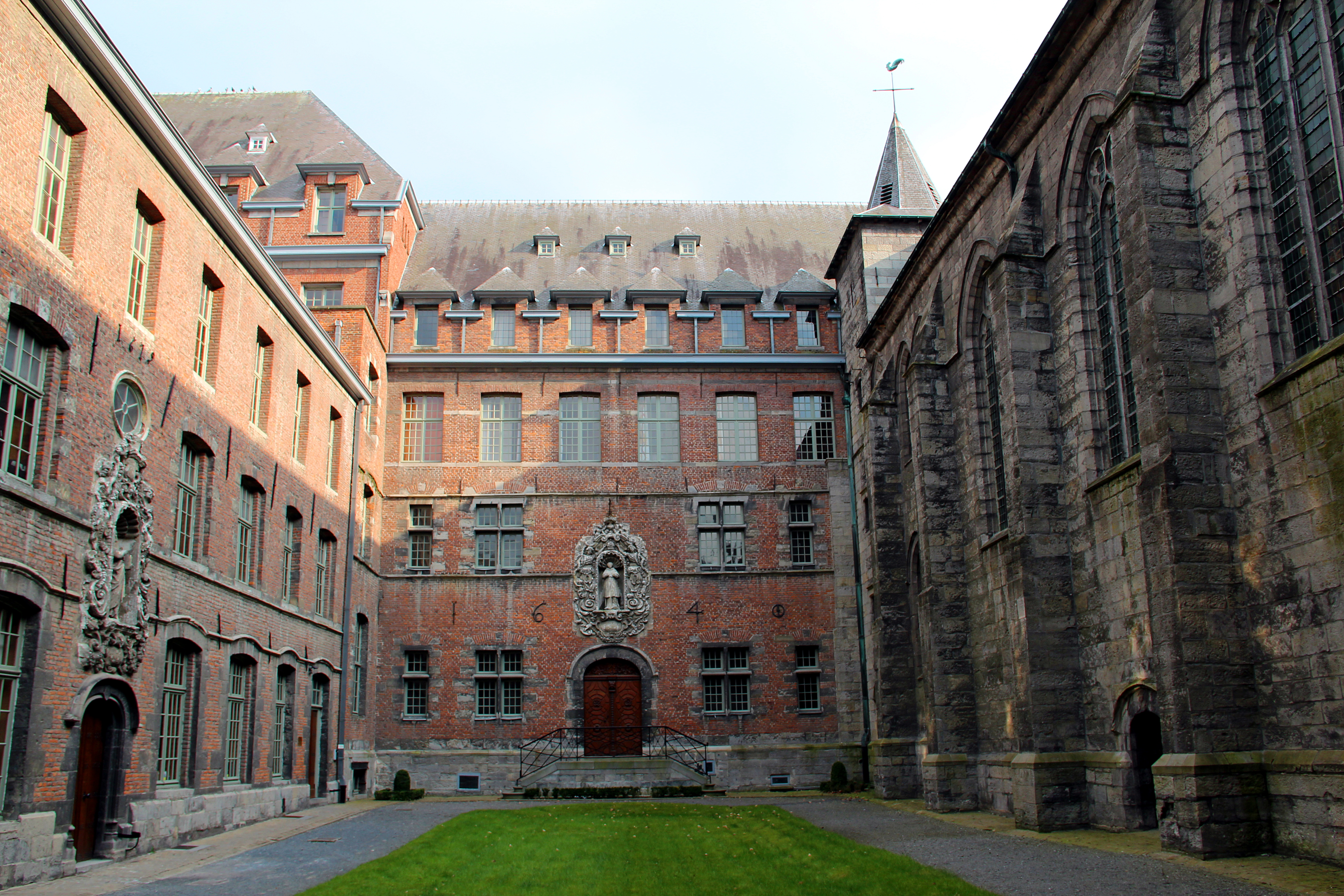
Voormalige abdij Saint-Nicolas-des-Prés in Doornik, België

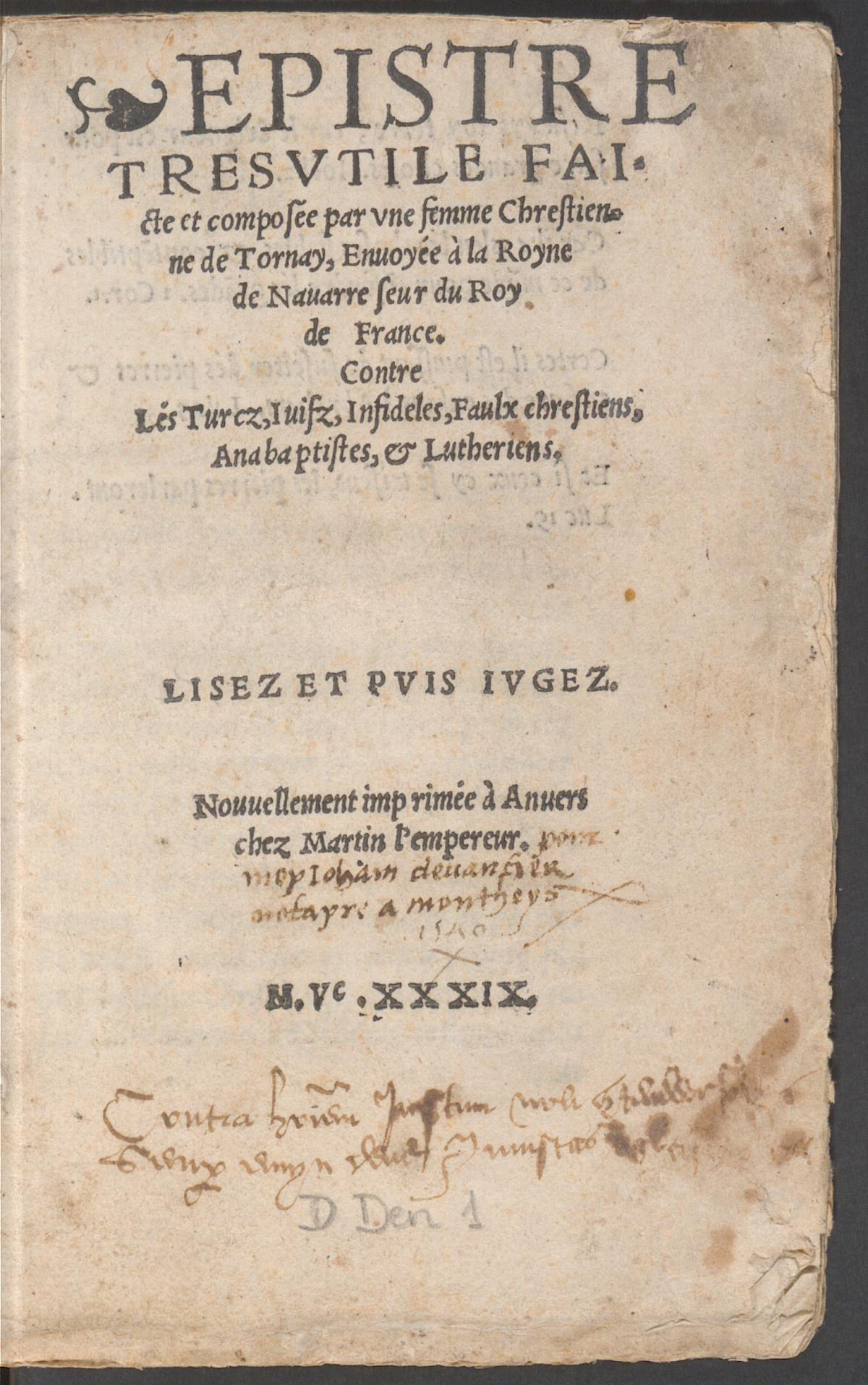
Epistre très utile (Genève 1539)

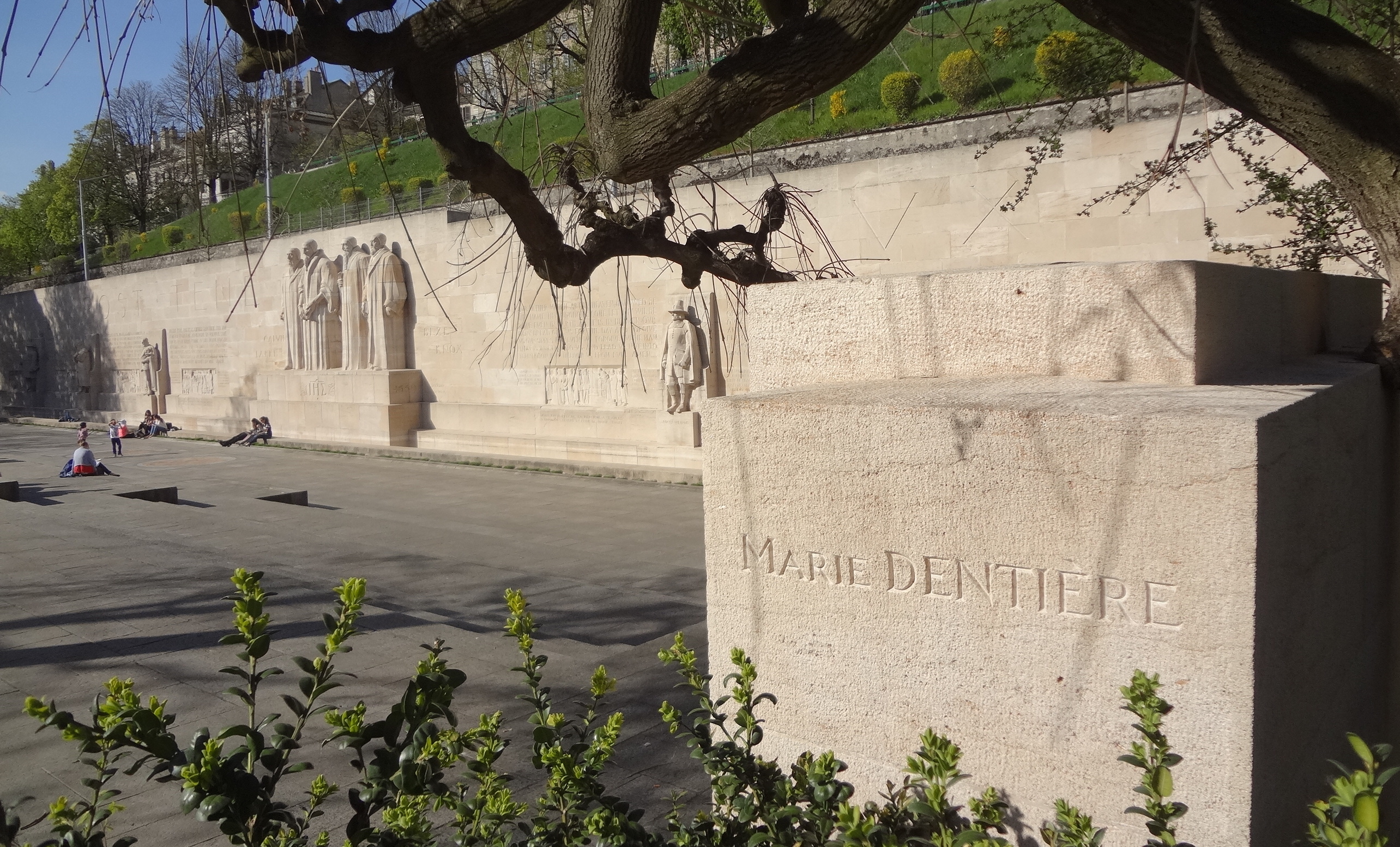
Haar naam staat op de Mur des Réformateurs in Genève

### Het Roomse Doornik
Haar ouders waren Jérôme d’Ennetières, edelman en schepen in Doornik en ridder van het Heilig Graf van Jeruzalem, en zijn eerste vrouw Marie Villain de la Boucharderie. Doornik behoorde tot het koninkrijk Frankrijk. Marie Villain gaf geboorte aan dertien kinderen en Marie Dentière was haar vierde kind. Moeder Villain stierf in 1508, waarna Dentière kloosterzuster werd bij de Augustinessen van Doornik, in de abdij van Saint-Nicolas-des-Prés, de grootste abdij van Doornik. Zij klom op tot priorin. Vanaf 1520 geraakte ze in de ban van de geschriften van de augustijn Maarten Luther.

### Reformatie
Zij verliet haar klooster in 1524-25 en trok naar Straatsburg, in het Heilige Roomse Rijk, schuiloord voor vele protestanten. Dentière zocht in Straatsburg politieke bescherming voor haar protestantse overtuiging. Die vond ze in de steun van hertogin Margaretha van Valois, de zus van koning Frans I van Frankrijk. Volgens Jeanne de Jussie, een tegenstander van Dentière en kloosterzuster in Savoye, trok Dentière naar Straatsburg om er te trouwen. In Straatsburg huwde ze inderdaad met Simon Robert, een uitgetreden pastoor uit Doornik. Wellicht had ze hem al leren kennen in Doornik. Op uitnodiging van Guillaume Farel verhuisden ze naar Zwitserland, waar Robert dominee werd. Ze kregen twee dochters, Marie en Jeanne. Hij werkte, samen met andere protestanten, aan een Franse vertaling van het Oude Testament. Het gezin verhuisde naar Bex (1528) en vervolgens naar Aigle (1529), waar Simon predikant was en in Aigle stierf in 1532 of 1533. 
In 1535 verhuisde Dentière met haar twee dochters naar Genève, waar ze huwde met Antoine Froment (1508-1581), een predikant in de Dauphiné en vriend van Farel. Ze had hem al ontmoet in Aigle. Hij was dertien jaar jonger dan zij en ze kregen nog een dochter, Judith. In 1536 werd Antoine als diaken aangesteld in Thonon. Ze trok mee met hem door de streek waar hij predikte. Dentière verzorgde de correspondentie met Margaretha van Valois, waardoor ze de bijnaam kreeg van de Geneefse klikspaan voor de hertogin. Dentière bekwaamde zich in de studie van de protestantse theologie, mede via contacten van haar man.
In 1538 moesten Calvijn en Farel, wegens ernstige meningsverschillen met het stadsbestuur, Genève verlaten. In 1539 creëerde Dentière schandaal in Genève door de publicatie van Epistre très utile. opgedragen aan de koningin die haar beschermvrouw was geworden, Margaretha van Navarra. De tekst, op 1500 exemplaren gedrukt werd grotendeels door de Geneefse overheid in beslag genomen. De drukker van het werk, Jehan Girard, vloog in de gevangenis. In dit pamflet pleitte Maria voor een doorgedreven Reformatie, waarbij vrouwen en mannen gelijke rechten in de kerkgemeenschap moesten hebben. Bekend is haar zin: Avons-nous deux Evangils, l’un pour les hommes, et l’autre pour les femmes? L’un pour les sages, et l’autre pour les fous? Ne sommes-nous pas un en nostre Seigneur? Voor haar waren vrouwen even goed geschikt voor het ambt van predikant. In dit werk stak ze de draak met de hypocrisie van de Geneefse burgers. Ze trok zo de vergelijking tussen de Farizeeën in lange gewaden en predikanten met hun gewaden. De relaties tussen het echtpaar en het stadsbestuur van Genève vertroebelden. 
Ter gelegenheid van dit Epistre, was het blijkbaar de eerste keer dat in Genève censuur werd uitgeoefend. Het ging wel om een rechtstreekse aanval op de overheid, op de algemene hypocrisie en op de corruptie binnen de clerus in Genève. Marie eiste een actieve deelname van de vrouwen in zaken van religie en verzekerde dat vrouwen zo goed als mannen de gewijde teksten konden begrijpen. Haar dochter Jeanne had aan haar tekst een kleine woordenschat toegevoegd, met de vertaling van Hebreeuwse teksten.
Haar pamflet bleef niet zonder gevolg. Froment werd voor ondervraging opgeroepen en vervolgens overgeplaatst naar Massongy, een kleine en nog verder van Genève gelegen gemeente. Marie werd ernstig berispt. Ook de onenigheid met Farel en Calvijn, vanwege het echtpaar Froment-d'Ennetières, was toen duidelijk. Guillaume Farel schreef naar Calvijn, met een woordspeling op de naam 'Froment' die 'tarwe' betekende: Onze Froment is, na zijn vrouw, tot kaf gedegenereerd. Deze hoogmoedige en vindicatieve vrouw, hoe verstandig ze ook is, is een slechte raadgever geweest voor haar nieuwe echtgenoot, die ze compleet domineert. Farel en Calvijn hadden, zoals de meeste leden van de mannelijke protestantse clerus, geen enkele achting voor Maria en vonden het ongehoord dat ze zich met religieuze zaken durfde bemoeien.
In Massongy was er weinig pastoraal werk te verrichten. Het echtpaar zette zich in om aan hun dochters en een paar van hun leeftijdgenoten een goede opleiding te geven, het aanleren van het Hebreeuws inbegrepen. Hij dreef tevens handel en vanuit protestantse hoek werd hem verweten dat hij zelfs wijn verkocht. In 1546 kwam Marie even naar Genève en ze zag er de teruggekeerde Calvijn in een lange soutane lopen, waar ze kritiek op had. Ze vergeleek hem met de valse profeten die in het Nieuwe Testament werden aangekondigd. (Niet alle protestanten waren calvinisten!) In 1548 hield Antoine Froment sermoenen waarin hij het bestuur in Bern bekritiseerde. Deze keer werd hij zonder meer als dominee afgezet en moest hij werk zoeken buiten de clerus.
Einde 1549 verhuisde het gezin naar Genève en Froment werd de assistent van François Bonivard, de officiële historiograaf van de stad. In 1553 werd hij burger van Genève en werd benoemd als openbaar notaris. Hij werd zelfs raadslid van Genève. Marie overleed in Genève in 1561, Antoine Froment stierf in 1581.

## Werken
Dentière publiceerde haar werken anoniem, of onder de naam Froment, of ze ondertekende met initialen. Dit maakte de toewijzing van het auteurschap aan haar niet eenvoudig.
- L’abécédaire ou grammaire élémentaire en français. Destijds waren de grammatica over de Franse taal opgesteld in het Latijn. Dentière schreef een Franse grammatica in het Frans.
- La guerre et deslivrance de la ville de Genesve (1536). Historiek over de Reformatie in de stad Genève met bijhorende oorlog en leven van Calvijn.  (In 1881 door Albert Rilliet toegeschreven aan Marie d'Ennetères; in 2003 door Isabelle Graesslé bevestigd).
- Epistre tres utile, faicte ey composee par une femme chrestienne de Tornay, envoyee a la Royne de Navarre sœur du Roy de France, Contre les Turcz, Iuifz, Infideles, faulx chrestiens, Anabaptistes, et Lutheriens, Genève maar vermeld als 'Antwerpen', Jean Gérard, 1539.
- Au Lecteur chrestien, een voorwoord, ondertekend « M. D. », in :Sermon de M. J. Cal[vin] où il est montré quelle doit estre la modestie des femmes en leurs habillements, 1561.
- Epistle to Marguerite de Navarre and Preface to a sermon by John Calvin. Chicago: University of Chicago Press, 2004. ISBN 0-226-14278-7. Red. en vertaald uit het Frans door  Mary B. McKinley

## Eerbetoon
- In Genève staat de Mur des Réformateurs, een internationaal monument ter ere van de Reformatoren. Het is gebouwd in 1909. Pas op 3 november 2002 werd de naam van Marie Dentière toegevoegd, meer bepaald in de zuil ter ere van Zwingli. Tot dan was haar theologisch en feministisch werk buiten de aandacht gebleven. Haar naam is de enige vrouwelijke op het monument.
- Tijdens het Calvijnjaar in 2009, heeft de vereniging van Protestantse Vrouwen in Zwitserland een drukwerkje uitgegeven onder de titel Marie Dentière ou la Réforme au féminin (geschreven door Isabelle Graesslé).
- Bij de 450ste verjaardag van de Universiteit van Genève in 2009, werden 126 grote portretten geprojecteerd op de gevels van de universitaire gebouwen, waaronder een portret van Marie d'Ennetières.

## Voetnoot
1. ↑  Zelf verkoos Marie de verkorte familienaam Dentière
2. ↑  (fr) Budry, Marielle, La théologienne qui bravait Calvin. Signé Genève (2017). Gearchiveerd op 26 april 2023.
3. ↑  
(fr) Graesslé, Isabelle (2003). Bulletin du Centre Protestant d'Etudes, 55ème année. Centre Protestant d'Etudes, Genève, "Vie et Legendes de Marie Dentière".
4. ↑  Vertaald: Hebben we twee Evangelies, de ene voor de mannen en de andere voor de vrouwen? de ene voor de wijzen en de andere voor de dwazen? Zijn we niet één in onze Heer?
5. ↑  (fr) Marie Dentière, ou d’Ennetières (vers 1495-1561). Musée Virtuel du Protestantisme. Gearchiveerd op 7 juli 2017.